# Спектрометр солнечного ветра
Спектрометр солнечного ветра (СВС) — это научный комплекс, который летал в рамках миссий «Аполлон-12» и «Аполлон-15» на поверхность Луны. Целью было охарактеризовать солнечный ветер у поверхности Луны и изучить его взаимодействие с лунной средой. Главным исследователем эксперимента был доктор Конвей В. Снайдер из Лаборатории реактивного движения.

## Метод
СВС стремился обеспечить возможность «измерить энергию, плотность, углы падения и временные изменения плазмы солнечного ветра, падающей на поверхность Луны.» Прибор состоит из семи цилиндров Фарадея, которые измеряют количество заряженных частиц. Один из них, центральный цилиндр, направлен перпендикулярно поверхности. Остальные шесть повёрнуты под углом 30 градусов к поверхности и расположены симметрично вокруг центральной чашки с интервалом в 60 градусов. Каждый цилиндр может измерять входящий поток отрицательно заряженных электронов и поток положительно заряженных протонов и альфа-частиц. Угол падающей частицы рассчитывался исходя из показаний всех цилиндров Фарадея.
Под прибором находился блок с электроникой, расположенный в контейнере с активным терморегулированием. Блок состоял из схем управления питанием, управления напряжением датчиков, схем амперметра и, наконец, схем формирования сигнала/данных. Тепловой контроль обеспечивался тремя радиаторами, солнцезащитным козырьком и изоляцией.

## Миссии

### Аполлон-12
Спектрометр солнечного ветра миссии «Аполлон-12» был развернут Питом Конрадом на поверхности Луны 19 ноября 1969 года. Он был расположен на координатах 3S, 23W. В исходном состоянии прибор имел пылезащитные крышки на цилиндрах Фарадея. На раннем этапе экспериментов с установленными пылезащитными крышками были собраны фоновые исходные данные. Через час после обратного взлёта модуля «Аполлон-12» в 15:25 UTC 20 ноября 1969 года пылезащитные чехлы были сняты, и датчики подверглись непосредственному воздействию лунной среды.

### Аполлон-15
Спектрометр солнечного ветра миссии «Аполлон-15» был развёрнут на поверхности Луны 31 июля 1971 года и включён в 19:37 по UTC. Он был расположен на координатах 26N, 4E. В исходном состоянии приборы имели пылезащитные крышки на входах в чашку Фарадея. На раннем этапе активации экспериментов с установленными пылезащитными крышками были собраны фоновые исходные данные. Через час после обратного взлёта модуля «Аполлон-15» 2 августа 1971 года пылезащитные чехлы были сняты, и датчики подверглись непосредственному воздействию лунной среды.

## Результат
Анализ данных двух приборов показал, что солнечная плазма, обнаруженная вблизи поверхности лунного реголита, во многом похожа на солнечную плазму, измеренную зондами на некотором расстоянии от Луны. Также было обнаружено, что в тени Луны во время лунной ночи плазма не обнаруживается. Прибор также смог различить плазму в межпланетном пространстве и в магнитооболочке Земли. Плазма магнитной оболочки демонстрировала большие и частые изменения скорости и плотности. На восходе Луны наблюдались сильно изменчивые спектры, возможно, из-за взаимодействия с лунной поверхностью.
Данные спектрометра солнечного ветра, которые были проанализированы после приземления «Аполлон-14», подтвердили наличие фотоэлектрического слоя, аналогичного по своей природе тому, который был обнаружен в ходе эксперимента с заряженными частицами в лунной среде .
Прибор обнаружил ударную волну нейтрального газа и ионов, возникшую в результате удара ступени «Аполлон-13» S-IVB о поверхность Луны. Было высказано предположение, что источником этой газовой ударной волны может быть результат испарения 1100 кг пластиковых материалов, содержащихся в ступени ракеты. По оценкам, ударная волна прошла расстояние 140 км со скоростью 2 км/с.